# Franc Jeu (film, 1941)
Pour les articles homonymes, voir Honky tonk (homonymie).
Pour plus de détails, voir Fiche technique et Distribution.
Franc Jeu (Honky Tonk) est un film américain de Jack Conway, sorti en 1941.

## Synopsis
Candy Johnson, en fuite, arrive avec son compagnon dans une bourgade.
Il y épouse la fille d'un juge corrompu, Elizabeth Cotton.
Peu à peu, il met la main sur la ville...

## Fiche technique
- Titre : Franc Jeu
- Titre original : Honky Tonk
- Réalisation : Jack Conway
- Production : Pandro S. Berman
- Société de production et de distribution : Metro-Goldwyn-Mayer
- Scénario : Marguerite Roberts, John Sanford et Annalee Whitmore (non créditée)
- Image : Harold Rosson et William H. Daniels (non crédité)
- Musique : Franz Waxman
- Direction artistique : Cedric Gibbons et Eddie Imazu (associé)
- Décorateur de plateau : Edwin B. Willis
- Costumes : Robert Kalloch et Gile Steele
- Montage : Blanche Sewell
- Pays : États-Unis
- Genre : Western
- Durée : 105 minutes
- Format : Noir et blanc - son : Mono (Western Electric Sound System)
- Date de la sortie américaine : 1er octobre 1941
- Dates de sortie :
  - États-Unis : 1er octobre 1941
  - France : 21 mai 1947

## Distribution
- Clark Gable : 'Candy' Johnson
- Lana Turner : Elizabeth Cotton
- Frank Morgan : Juge Cotton
- Claire Trevor : 'Gold Dust' Nelson
- Marjorie Main : Mme Varner
- Albert Dekker : Brazos Hearn
- Henry O'Neill : Daniel Wells
- Chill Wills : The Sniper
- Veda Ann Borg : Pearl
- Douglas Wood : Gouverneur Wilson
- Betty Blythe : Mme Wilson
- Harry Worth : Harry Gates
- Lew Harvey : Blackie

Acteurs non crédités
- Ed Brady : Ace, un serveur
- Morgan Wallace : Le maire Adams
- Will Wright